# Giai đoạn vòng loại và vòng play-off UEFA Champions League 2023-24
Giai đoạn vòng loại và vòng play-off UEFA Champions League 2023–24 bắt đầu từ ngày 27 tháng 6 và kết thúc vào ngày 30 tháng 8 năm 2023.
Có tổng cộng 52 đội thi đấu ở hệ thống vòng loại của UEFA Champions League 2023–24, bao gồm giai đoạn vòng loại và vòng play-off, với 42 đội ở Nhóm các đội vô địch và 10 đội ở Nhóm các đội không vô địch. 6 đội thắng ở vòng play-off (4 đội từ Nhóm các đội vô địch, 2 đội từ Nhóm các đội không vô địch) đi tiếp vào vòng bảng, để cùng với 26 đội tham dự vào vòng bảng.
Thời gian là CEST (UTC+2), như được liệt kê bởi UEFA (giờ địa phương, nếu khác nhau thì nằm trong ngoặc đơn).

## Vòng sơ loại
Vòng sơ loại bao gồm hai trận bán kết vào ngày 27 tháng 6 năm 2022 và trận chung kết vào ngày 30 tháng 6 năm 2023. Lễ bốc thăm cho vòng sơ loại được tổ chức vào ngày 13 tháng 6 năm 2023.

### Nhánh đấu
|  | Bán kết                 | Bán kết    |                        |   | Chung kết | Chung kết |
|  |                         |            |                        |   |           |           |
|  | 27 tháng 6 – Kópavogur  |            |                        |   |           |           |
|  |                         |            |                        |   |           |           |
|  | Atlètic Club d'Escaldes | 0          |                        |   |           |           |
|  | Atlètic Club d'Escaldes | 0          | 30 tháng 6 – Kópavogur |   |           |           |
|  | Budućnost Podgorica     | 3          |                        |   |           |           |
|  | Budućnost Podgorica     | 3          | Budućnost Podgorica    | 0 |           |           |
|  | 27 tháng 6 – Kópavogur  |            | Budućnost Podgorica    | 0 |           |           |
|  |                         | Breiðablik | 5                      |   |           |           |
|  | Tre Penne               | Breiðablik | 5                      | 1 |           |           |
|  | Tre Penne               |            |                        | 1 |           |           |
|  | Breiðablik              | 7          |                        |   |           |           |
|  | Breiðablik              | 7          |                        |   |           |           |

### Tóm tắt
Đội thắng của trận chung kết vòng sơ loại đi tiếp vào vòng loại thứ nhất. Các đội thua của các trận bán kết và chung kết được chuyển qua vòng loại thứ hai Europa Conference League Nhóm các đội vô địch.
| Đội 1                   | Tỉ số | Đội 2               |
| ----------------------- | ----- | ------------------- |
| Atlètic Club d'Escaldes | 0–3   | Budućnost Podgorica |
| Tre Penne               | 1–7   | Breiðablik          |

| Đội 1               | Tỉ số | Đội 2      |
| ------------------- | ----- | ---------- |
| Budućnost Podgorica | 0–5   | Breiðablik |

### Bán kết
| Atlètic Club d'Escaldes | 0–3      | Budućnost Podgorica                             |
| ----------------------- | -------- | ----------------------------------------------- |
|                         | Chi tiết | - Sekulić 14' (ph.đ.), 60' - Sánchez 21' (l.n.) |

| Tre Penne      | 1–7      | Breiðablik                                                                                         |
| -------------- | -------- | -------------------------------------------------------------------------------------------------- |
| - Barretta 31' | Chi tiết | - Gunnlaugsson 6', 89' - Hlynsson 25', 90+2' - Olsen 45+2' - S. Sigurðarson 67' - V. Einarsson 74' |

### Chung kết
| Budućnost Podgorica | 0–5      | Breiðablik                                                                                   |
| ------------------- | -------- | -------------------------------------------------------------------------------------------- |
|                     | Chi tiết | - V. Einarsson 5' - S. Sigurðarson 22' - Eyjólfsson 29' - Gunnlaugsson 33' - Svanþórsson 74' |

## Vòng loại thứ nhất
Lễ bốc thăm cho vòng loại thứ nhất được tổ chức vào ngày 20 tháng 6 năm 2023.

### Tóm tắt
Các trận lượt đi được diễn ra vào ngày 11 và 12 tháng 7, các trận lượt về được diễn ra vào ngày 18 và 19 tháng 7 năm 2023.
Đội thắng của các cặp đấu đi tiếp vào vòng loại thứ hai Nhóm các đội vô địch. 13 trong số 15 đội thua được chuyển qua vòng loại thứ hai Europa Conference League Nhóm các đội vô địch và 2 đội thua nhận suất đặc cách và được chuyển qua vòng loại thứ ba Europa Conference League Nhóm các đội vô địch.
| Đội 1              | TTS         | Đội 2              | Lượt đi | Lượt về      |
| ------------------ | ----------- | ------------------ | ------- | ------------ |
| BK Häcken          | 5–1         | The New Saints     | 3–1     | 2–0          |
| Ballkani           | 2–4         | Ludogorets Razgrad | 2–0     | 0–4          |
| Shamrock Rovers    | 1–3         | Breiðablik         | 0–1     | 1–2          |
| Žalgiris           | 2–1         | Struga             | 0–0     | 2–1          |
| KÍ                 | 3–0         | Ferencváros        | 0–0     | 3–0          |
| Olimpija Ljubljana | 4–2         | Valmiera           | 2–1     | 2–1          |
| HJK                | 3–2         | Larne              | 1–0     | 2–2 (s.h.p.) |
| Lincoln Red Imps   | 1–6         | Qarabağ            | 1–2     | 0–4          |
| Raków Częstochowa  | 4–0         | Flora              | 1–0     | 3–0          |
| Slovan Bratislava  | 3–1         | Swift Hesperange   | 1–1     | 2–0          |
| Farul Constanța    | 1–3         | Sheriff Tiraspol   | 1–0     | 0–3 (s.h.p.) |
| Ħamrun Spartans    | 1–6         | Maccabi Haifa      | 0–4     | 1–2          |
| Urartu             | 3–3 (3–4 p) | Zrinjski Mostar    | 0–1     | 3–2 (s.h.p.) |
| Partizani          | 1–3         | BATE Borisov       | 1–1     | 0–2          |
| Astana             | 3–2         | Dinamo Tbilisi     | 1–1     | 2–1          |

Ghi chú
1. 1 2  Đội thua được bốc thăm để nhận suất đặc cách vào vòng loại thứ ba Europa Conference League.

### Các trận đấu
| BK Häcken                              | 3–1      | The New Saints |
| -------------------------------------- | -------- | -------------- |
| - Sadiq 7' - Rygaard 13' - Hovland 37' | Chi tiết | - McManus 32'  |

| The New Saints | 0–2      | BK Häcken                 |
| -------------- | -------- | ------------------------- |
|                | Chi tiết | - Sadiq 19' - Sonko 90+1' |

BK Häcken thắng với tổng tỷ số 5–1.
| Ballkani                    | 2–0      | Ludogorets Razgrad |
| --------------------------- | -------- | ------------------ |
| - Korenica 45+1' - Zyba 55' | Chi tiết |                    |

| Ludogorets Razgrad                                  | 4–0      | Ballkani |
| --------------------------------------------------- | -------- | -------- |
| - Tekpetey 4', 45+1' - Tissera 49' - Caio Vidal 78' | Chi tiết |          |

Ludogorets Razgrad thắng với tổng tỷ số 4–2.
| Shamrock Rovers | 0–1      | Breiðablik      |
| --------------- | -------- | --------------- |
|                 | Chi tiết | - Muminovic 39' |

| Breiðablik                           | 2–1      | Shamrock Rovers     |
| ------------------------------------ | -------- | ------------------- |
| - Svanþórsson 16' - Gunnlaugsson 58' | Chi tiết | - Burke 65' (ph.đ.) |

Breiðablik thắng với tổng tỷ số 3–1.
| Žalgiris | 0–0      | Struga |
| -------- | -------- | ------ |
|          | Chi tiết |        |

| Struga                | 1–2      | Žalgiris                         |
| --------------------- | -------- | -------------------------------- |
| - Ibraimi 76' (ph.đ.) | Chi tiết | - Kendysh 78' - Radić 84' (l.n.) |

Žalgiris thắng với tổng tỷ số 2–1.
| KÍ | 0–0      | Ferencváros |
| -- | -------- | ----------- |
|    | Chi tiết |             |

| Ferencváros | 0–3      | KÍ                                            |
| ----------- | -------- | --------------------------------------------- |
|             | Chi tiết | - Frederiksberg 8' (ph.đ.), 32' - Kassi 45+1' |

KÍ thắng với tổng tỷ số 3–0.
| Olimpija Ljubljana          | 2–1      | Valmiera   |
| --------------------------- | -------- | ---------- |
| - Nukić 42' - Rui Pedro 74' | Chi tiết | - Diop 87' |

| Valmiera   | 1–2      | Olimpija Ljubljana                   |
| ---------- | -------- | ------------------------------------ |
| - Mena 82' | Chi tiết | - Rui Pedro 33' - Muhamedbegović 64' |

Olimpija Ljubljana thắng với tổng tỷ số 4–2.
| HJK                  | 1–0      | Larne |
| -------------------- | -------- | ----- |
| Radulović 3' (ph.đ.) | Chi tiết |       |

| Larne                             | 2–2 (s.h.p.) | HJK                            |
| --------------------------------- | ------------ | ------------------------------ |
| - Bonis 65' (ph.đ.) - Thomson 87' | Chi tiết     | - Ollila 26' - Want 97' (l.n.) |

HJK thắng với tổng tỷ số 3–2.
| Lincoln Red Imps | 1–2      | Qarabağ                     |
| ---------------- | -------- | --------------------------- |
| - Gómez 25'      | Chi tiết | - Xhixha 58' - Benzia 90+4' |

| Qarabağ                                                     | 4–0      | Lincoln Red Imps |
| ----------------------------------------------------------- | -------- | ---------------- |
| - Zoubir 7' - Mustafazadə 45+1' - Xhixha 49' - Janković 62' | Chi tiết |                  |

Qarabağ thắng với tổng tỷ số 6–1.
| Raków Częstochowa | 1–0      | Flora |
| ----------------- | -------- | ----- |
| - Kocherhin 54'   | Chi tiết |       |

| Flora | 0–3      | Raków Częstochowa                       |
| ----- | -------- | --------------------------------------- |
|       | Chi tiết | - Zwoliński 47', 59' - Papanikolaou 85' |

Raków Częstochowa thắng với tổng tỷ số 4–0.
| Slovan Bratislava | 1–1      | Swift Hesperange    |
| ----------------- | -------- | ------------------- |
| - Weiss 25'       | Chi tiết | - Stolz 22' (ph.đ.) |

| Swift Hesperange | 0–2      | Slovan Bratislava                |
| ---------------- | -------- | -------------------------------- |
|                  | Chi tiết | - Weiss 55' (ph.đ.), 62' (ph.đ.) |

Slovan Bratislava thắng với tổng tỷ số 3–1.
| Farul Constanța | 1–0      | Sheriff Tiraspol |
| --------------- | -------- | ---------------- |
| - Kiki 56'      | Chi tiết |                  |

| Sheriff Tiraspol                                | 3–0 (s.h.p.) | Farul Constanța |
| ----------------------------------------------- | ------------ | --------------- |
| - Talal 45+1' - Ngom Mbekeli 99' - Ademo 105+1' | Chi tiết     |                 |

Sheriff Tiraspol thắng với tổng tỷ số 3–1.
| Ħamrun Spartans | 0–4      | Maccabi Haifa                                   |
| --------------- | -------- | ----------------------------------------------- |
|                 | Chi tiết | - Pierrot 41', 64' - David 45+3' - Khalaily 85' |

| Maccabi Haifa                | 2–1      | Ħamrun Spartans |
| ---------------------------- | -------- | --------------- |
| - Shuranov 69' - Pierrot 84' | Chi tiết | - Mbong 32'     |

Maccabi Haifa thắng với tổng tỷ số 6–1.
| Urartu | 0–1      | Zrinjski Mostar |
| ------ | -------- | --------------- |
|        | Chi tiết | Senić 89'       |

| Zrinjski Mostar                              | 2–3 (s.h.p.) | Urartu                                                            |
| -------------------------------------------- | ------------ | ----------------------------------------------------------------- |
| - Bilbija 27' - Kiš 94' (ph.đ.)              | Chi tiết     | - Grigoryan 74', 90+1' (ph.đ.) - Maksimenko 105+3'                |
| Loạt sút luân lưu                            |              |                                                                   |
| - Kiš - Kožulj - Zlomislić - Senić - Barišić | 4–3          | - Maksimenko - Özbiliz - Grigoryan - Eduardo Teixeira - Ghazaryan |

Tổng tỷ số 3–3. Zrinjski Mostar thắng 4–3 trên chấm luân lưu.
| Partizani  | 1–1      | BATE Borisov     |
| ---------- | -------- | ---------------- |
| - Cara 66' | Chi tiết | - Antilevsky 58' |

| BATE Borisov                      | 2–0      | Partizani |
| --------------------------------- | -------- | --------- |
| - Malkevich 71' - Shestyuk 90+12' | Chi tiết |           |

BATE Borisov thắng với tổng tỷ số 3–1.
| Astana         | 1–1      | Dinamo Tbilisi |
| -------------- | -------- | -------------- |
| - Aymbetov 11' | Chi tiết | - Sigua 57'    |

| Dinamo Tbilisi | 1–2      | Astana                        |
| -------------- | -------- | ----------------------------- |
| - Camara 22'   | Chi tiết | - Beysebekov 50' - Darboe 51' |

Astana thắng với tổng tỷ số 3–2.

## Vòng loại thứ hai
Lễ bốc thăm cho vòng loại thứ hai được tổ chức vào ngày 21 tháng 6 năm 2023.

### Tóm tắt
Các trận lượt đi được diễn ra vào ngày 25 và 26 July, các trận lượt về được diễn ra vào ngày 1 và 2 tháng 8 năm 2023.
Đội thắng của các cặp đấu đi tiếp vào vòng loại thứ ba thuộc nhóm tương ứng của họ. Đội thua thuộc Nhóm các đội vô địch được chuyển qua vòng loại thứ ba Europa League Nhóm các đội vô địch, trong khi đội thua thuộc Nhóm các đội không vô địch được chuyển qua vòng loại thứ ba Europa League Nhóm chính.
| Đội 1              | TTS         | Đội 2              | Lượt đi | Lượt về      |
| ------------------ | ----------- | ------------------ | ------- | ------------ |
| Žalgiris           | 2–3         | Galatasaray        | 2–2     | 0–1          |
| Ludogorets Razgrad | 2–3         | Olimpija Ljubljana | 1–1     | 1–2          |
| Raków Częstochowa  | 4–3         | Qarabağ            | 3–2     | 1–1          |
| KÍ                 | 3–3 (4–3 p) | BK Häcken          | 0–0     | 3–3 (s.h.p.) |
| HJK                | 1–2         | Molde              | 1–0     | 0–2          |
| Breiðablik         | 3–8         | Copenhagen         | 0–2     | 3–6          |
| Sheriff Tiraspol   | 2–4         | Maccabi Haifa      | 1–0     | 1–4 (s.h.p.) |
| Aris Limassol      | 11–5        | BATE Borisov       | 6–2     | 5–3          |
| Zrinjski Mostar    | 2–3         | Slovan Bratislava  | 0–1     | 2–2          |
| Dinamo Zagreb      | 6–0         | Astana             | 4–0     | 2–0          |

| Đội 1    | TTS         | Đội 2         | Lượt đi | Lượt về      |
| -------- | ----------- | ------------- | ------- | ------------ |
| Dnipro-1 | 3–5         | Panathinaikos | 1–3     | 2–2          |
| Servette | 3–3 (4–1 p) | Genk          | 1–1     | 2–2 (s.h.p.) |

### Nhóm các đội vô địch
| Žalgiris                         | 2–2      | Galatasaray                     |
| -------------------------------- | -------- | ------------------------------- |
| - Oyewusi 48' - Kazlauskas 90+2' | Chi tiết | - Bardakcı 75' - Dervişoğlu 78' |

| Galatasaray   | 1–0      | Žalgiris |
| ------------- | -------- | -------- |
| - Mertens 31' | Chi tiết |          |

Galatasaray thắng với tổng tỷ số 3–2.
| Ludogorets Razgrad | 1–1      | Olimpija Ljubljana |
| ------------------ | -------- | ------------------ |
| - Yankov 44'       | Chi tiết | - Elšnik 14'       |

| Olimpija Ljubljana  | 2–1      | Ludogorets Razgrad |
| ------------------- | -------- | ------------------ |
| - Elšnik 18', 90+2' | Chi tiết | - Despodov 15'     |

Olimpija Ljubljana thắng với tổng tỷ số 3–2.
| Raków Częstochowa                                       | 3–2      | Qarabağ           |
| ------------------------------------------------------- | -------- | ----------------- |
| - Cafarguliyev 55' (l.n.) - Piasecki 71' - Kittel 90+1' | Chi tiết | - Xhixha 73', 75' |

| Qarabağ      | 1–1      | Raków Częstochowa |
| ------------ | -------- | ----------------- |
| - Xhixha 60' | Chi tiết | - Tudor 52'       |

Raków Częstochowa thắng với tổng tỷ số 4–3.
| KÍ | 0–0      | BK Häcken |
| -- | -------- | --------- |
|    | Chi tiết |           |

| BK Häcken                                                | 3–3 (s.h.p.) | KÍ                                                           |
| -------------------------------------------------------- | ------------ | ------------------------------------------------------------ |
| - Sana 24' - Layouni 48' - Sadiq 105+1'                  | Chi tiết     | - Frederiksberg 17', 53' - Abrahamsson 109' (l.n.)           |
| Loạt sút luân lưu                                        |              |                                                              |
| - Hovland - Layouni - Sa. Gustafson - Rygaard - Sandberg | 3–4          | - Frederiksberg - J. Andreasen - da Silva - Gussiås - Forren |

Tổng tỷ số 3–3. KÍ thắng 4–3 trên chấm phạt đền.
| HJK            | 1–0      | Molde |
| -------------- | -------- | ----- |
| - Keskinen 25' | Chi tiết |       |

| Molde                              | 2–0      | HJK |
| ---------------------------------- | -------- | --- |
| - Öst 74' (l.n.) - Brynhildsen 89' | Chi tiết |     |

Molde thắng với tổng tỷ số 2–1.
| Breiðablik | 0–2      | Copenhagen              |
| ---------- | -------- | ----------------------- |
|            | Chi tiết | - Larsson 1' - Falk 32' |

| Copenhagen                                                              | 6–3      | Breiðablik                                             |
| ----------------------------------------------------------------------- | -------- | ------------------------------------------------------ |
| - Gonçalves 33' - Achouri 35' - Larsson 37' - Óskarsson 45+1', 47', 56' | Chi tiết | - Svanþórsson 9' - Steindórsson 51' - Gunnlaugsson 75' |

Copenhagen thắng với tổng tỷ số 8–3.
| Sheriff Tiraspol | 1–0      | Maccabi Haifa |
| ---------------- | -------- | ------------- |
| - Talal 28'      | Chi tiết |               |

| Maccabi Haifa                                          | 4–1 (s.h.p.) | Sheriff Tiraspol    |
| ------------------------------------------------------ | ------------ | ------------------- |
| - Chery 33' - Jaber 85' - David 105+2' - Shuranov 107' | Chi tiết     | - Talal 20' (ph.đ.) |

Maccabi Haifa thắng với tổng tỷ số 4–2.
| Aris Limassol                                                                                      | 6–2      | BATE Borisov                       |
| -------------------------------------------------------------------------------------------------- | -------- | ---------------------------------- |
| - Gomis 17' (ph.đ.), 60' - Bengtsson 32' - Bane 40' (l.n.) - Montnor 83' - Stępiński 90+1' (ph.đ.) | Chi tiết | - Kontsevoy 48' - Khadarkevich 65' |

| BATE Borisov                                                | 3–5      | Aris Limassol                                                       |
| ----------------------------------------------------------- | -------- | ------------------------------------------------------------------- |
| - Gromyko 25' (ph.đ.) - Martynaw 48' - Laptev 90+3' (ph.đ.) | Chi tiết | - Babicka 8' - Gomis 26' - Caju 35' - Bengtsson 56' - Stępiński 74' |

Aris Limassol thắng với tổng tỷ số 11–5.
| Zrinjski Mostar | 0–1      | Slovan Bratislava |
| --------------- | -------- | ----------------- |
|                 | Chi tiết | - Zuberu 53'      |

| Slovan Bratislava        | 2–2      | Zrinjski Mostar               |
| ------------------------ | -------- | ----------------------------- |
| - Čavrić 5' - Zuberu 66' | Chi tiết | - Barišić 75' - Ivančić 90+3' |

Slovan Bratislava thắng với tổng tỷ số 3–2.
| Dinamo Zagreb                         | 4–0      | Astana |
| ------------------------------------- | -------- | ------ |
| - Špikić 36' - Ivanušec 41', 43', 56' | Chi tiết |        |

| Astana | 0–2      | Dinamo Zagreb                      |
| ------ | -------- | ---------------------------------- |
|        | Chi tiết | - Marochkin 24' (l.n.) - Marin 89' |

Dinamo Zagreb thắng với tổng tỷ số 6–0.

### Nhóm các đội không vô địch
| Dnipro-1      | 1–3      | Panathinaikos                                      |
| ------------- | -------- | -------------------------------------------------- |
| - Tanchyk 90' | Chi tiết | - Šporar 10' - Đuričić 74' - Ioannidis 84' (ph.đ.) |

| Panathinaikos     | 2–2      | Dnipro-1                   |
| ----------------- | -------- | -------------------------- |
| - Šporar 15', 70' | Chi tiết | - Dovbyk 24' - Sarapiy 54' |

Panathinaikos thắng với tổng tỷ số 5–3.
| Servette       | 1–1      | Genk            |
| -------------- | -------- | --------------- |
| - Rouiller 78' | Chi tiết | - Arokodare 21' |

| Genk                                 | 2–2 (s.h.p.) | Servette                                   |
| ------------------------------------ | ------------ | ------------------------------------------ |
| - Trésor 28' (ph.đ.) - Arokodare 51' | Chi tiết     | - Cognat 36' - Bedia 63'                   |
| Loạt sút luân lưu                    |              |                                            |
| - Hrošovský - Cuesta - Arokodare     | 1–4          | - Touati - Guillemenot - Severin - Rodelin |

Tổng tỷ số 3–3. Servette thắng 4–1 trên chấm phạt đền.

## Vòng loại thứ ba
Lễ bốc thăm cho vòng loại thứ ba được tổ chức vào ngày 24 tháng 7 năm 2023.

### Tóm tắt
Các trận lượt đi được diễn ra vào ngày 8, 9 và 15 tháng 8, các trận lượt về được diễn ra vào ngày 15 và 19 tháng 8 năm 2023.
Đội thắng của các cặp đấu đi tiếp vào vòng play-off thuộc nhóm tương ứng của họ. Đội thua thuộc Nhóm các đội vô địch được chuyển qua vòng play-off Europa League, trong khi đội thua thuộc Nhóm các đội không vô địch được chuyển qua vòng bảng Europa League.
| Đội 1              | TTS         | Đội 2         | Lượt đi | Lượt về      |
| ------------------ | ----------- | ------------- | ------- | ------------ |
| Raków Częstochowa  | 3–1         | Aris Limassol | 2–1     | 1–0          |
| Slovan Bratislava  | 2–5         | Maccabi Haifa | 1–2     | 1–3          |
| Dinamo Zagreb      | 3–4         | AEK Athens    | 1–2     | 2–2          |
| Olimpija Ljubljana | 0–4         | Galatasaray   | 0–3     | 0–1          |
| Copenhagen         | 3–3 (4–2 p) | Sparta Prague | 0–0     | 3–3 (s.h.p.) |
| KÍ                 | 2–3         | Molde         | 2–1     | 0–2 (s.h.p.) |

| Đội 1         | TTS         | Đội 2      | Lượt đi | Lượt về      |
| ------------- | ----------- | ---------- | ------- | ------------ |
| Braga         | 7–1         | TSC        | 3–0     | 4–1          |
| Rangers       | 3–2         | Servette   | 2–1     | 1–1          |
| Panathinaikos | 2–2 (5–3 p) | Marseille  | 1–0     | 1–2 (s.h.p.) |
| PSV Eindhoven | 7–2         | Sturm Graz | 4–1     | 3–1          |

Ghi chú
1. ↑  Trận lượt đi của cặp đấu AEK Athens–Dinamo Zagreb, ban đầu dự kiến được diễn ra vào ngày 8 tháng 8 năm 2023, bị hoãn sau cuộc bạo loạn của cổ động viên khiến một người thiệt mạng.[62] Trận đấu được dời lại vào ngày 19 tháng 8 năm 2023 và trở thành trận lượt về của cặp đấu.[63]

### Nhóm các đội vô địch
| Raków Częstochowa                     | 2–1      | Aris Limassol   |
| ------------------------------------- | -------- | --------------- |
| - Kocherhin 7' - Piasecki 63' (ph.đ.) | Chi tiết | - Mayambela 89' |

| Aris Limassol | 0–1      | Raków Częstochowa |
| ------------- | -------- | ----------------- |
|               | Chi tiết | - Tudor 49'       |

Raków Częstochowa thắng với tổng tỷ số 3–1.
| Slovan Bratislava | 1–2      | Maccabi Haifa           |
| ----------------- | -------- | ----------------------- |
| - Seck 12' (l.n.) | Chi tiết | - Pierrot 5' - Saba 15' |

| Maccabi Haifa                            | 3–1      | Slovan Bratislava |
| ---------------------------------------- | -------- | ----------------- |
| - Pierrot 29' - Saba 45+2' - David 90+3' | Chi tiết | - Tolić 86'       |

Maccabi Haifa thắng với tổng tỷ số 5–2.
| Dinamo Zagreb | 1–2      | AEK Athens                     |
| ------------- | -------- | ------------------------------ |
| - Bulat 39'   | Chi tiết | - Zuber 59' - Galanopoulos 90' |

| AEK Athens                   | 2–2      | Dinamo Zagreb                    |
| ---------------------------- | -------- | -------------------------------- |
| - Araujo 90+2' - Vida 90+10' | Chi tiết | - J. Šutalo 45+2' - Ljubičić 65' |

AEK Athens thắng với tổng tỷ số 4–3.
| Olimpija Ljubljana | 0–3      | Galatasaray                                      |
| ------------------ | -------- | ------------------------------------------------ |
|                    | Chi tiết | - Aktürkoğlu 9' - Mertens 48' - Dervişoğlu 90+1' |

| Galatasaray  | 1–0      | Olimpija Ljubljana |
| ------------ | -------- | ------------------ |
| - Icardi 24' | Chi tiết |                    |

Galatasaray thắng với tổng tỷ số 4–0.
| Copenhagen | 0–0      | Sparta Prague |
| ---------- | -------- | ------------- |
|            | Chi tiết |               |

| Sparta Prague                                 | 3–3 (s.h.p.) | Copenhagen                              |
| --------------------------------------------- | ------------ | --------------------------------------- |
| - Birmančević 80' - Laçi 105' - Olatunji 107' | Chi tiết     | - Larsson 1' - Claesson 105+2', 112'    |
| Loạt sút luân lưu                             |              |                                         |
| - Krejčí - Laçi - Kairinen - Sørensen         | 2–4          | - Diks - Claesson - Boilesen - Bardghji |

Tổng tỷ số 3–3. Copenhagen thắng 4–2 trên chấm luân lưu.
| KÍ                       | 2–1      | Molde        |
| ------------------------ | -------- | ------------ |
| - Frederiksberg 64', 86' | Chi tiết | - Eikrem 49' |

| Molde                       | 2–0 (s.h.p.) | KÍ |
| --------------------------- | ------------ | -- |
| - Eriksen 17' - Linnes 112' | Chi tiết     |    |

Molde thắng với tổng tỷ số 3–2.

### Nhóm các đội không vô địch
| Braga                               | 3–0      | TSC |
| ----------------------------------- | -------- | --- |
| - Bruma 17' - Pizzi 19' - Djaló 87' | Chi tiết |     |

| TSC            | 1–4      | Braga                                               |
| -------------- | -------- | --------------------------------------------------- |
| - Rakonjac 40' | Chi tiết | - Pizzi 9' - Bruma 13' - Djaló 16' - Al-Musrati 20' |

Braga thắng với tổng tỷ số 7–1.
| Rangers                              | 2–1      | Servette            |
| ------------------------------------ | -------- | ------------------- |
| - Tavernier 6' (ph.đ.) - Dessers 15' | Chi tiết | - Bedia 44' (ph.đ.) |

| Servette     | 1–1      | Rangers         |
| ------------ | -------- | --------------- |
| - Kutesa 22' | Chi tiết | - Tavernier 51' |

Rangers thắng với tổng tỷ số 3–2.
| Panathinaikos | 1–0      | Marseille |
| ------------- | -------- | --------- |
| - Bernard 83' | Chi tiết |           |

| Marseille                               | 2–1 (s.h.p.) | Panathinaikos                                                |
| --------------------------------------- | ------------ | ------------------------------------------------------------ |
| - Aubameyang 2', 45+1'                  | Chi tiết     | - Ioannidis 90+9' (ph.đ.)                                    |
| Loạt sút luân lưu                       |              |                                                              |
| - Guendouzi - Veretout - Sarr - Vitinha | 3–5          | - Ioannidis - Bernard - Kleinheisler - Palacios - Mladenović |

Tổng tỷ số 2–2. Panathinaikos thắng 5–3 trên chấm luân lưu.
| PSV Eindhoven                                | 4–1      | Sturm Graz      |
| -------------------------------------------- | -------- | --------------- |
| - Babadi 4' - De Jong 22', 32' - Sangaré 73' | Chi tiết | - Stanković 40' |

| Sturm Graz   | 1–3      | PSV Eindhoven                                  |
| ------------ | -------- | ---------------------------------------------- |
| - Bøving 26' | Chi tiết | - Veerman 32' - De Jong 39' - Pepi 85' (ph.đ.) |

PSV Eindhoven thắng với tổng tỷ số 7–2.

## Vòng play-off
Lễ bốc thăm cho vòng play-off được tổ chức vào ngày 7 tháng 8 năm 2023.

### Tóm tắt
Các trận lượt đi được diễn ra vào ngày 22 và 23 tháng 8, các trận lượt về được diễn ra vào ngày 29 và 30 tháng 8 năm 2023.
Đội thắng của các cặp đấu đi tiếp vào vòng bảng. Đội thua được chuyển qua vòng bảng Europa League.
| Đội 1             | TTS | Đội 2       | Lượt đi | Lượt về |
| ----------------- | --- | ----------- | ------- | ------- |
| Maccabi Haifa     | 0–3 | Young Boys  | 0–0     | 0–3     |
| Antwerp           | 3–1 | AEK Athens  | 1–0     | 2–1     |
| Raków Częstochowa | 1–2 | Copenhagen  | 0–1     | 1–1     |
| Molde             | 3–5 | Galatasaray | 2–3     | 1–2     |

| Đội 1   | TTS | Đội 2         | Lượt đi | Lượt về |
| ------- | --- | ------------- | ------- | ------- |
| Rangers | 3–7 | PSV Eindhoven | 2–2     | 1–5     |
| Braga   | 3–1 | Panathinaikos | 2–1     | 1–0     |

### Nhóm các đội vô địch
| Maccabi Haifa | 0–0      | Young Boys |
| ------------- | -------- | ---------- |
|               | Chi tiết |            |

| Young Boys                                  | 3–0      | Maccabi Haifa |
| ------------------------------------------- | -------- | ------------- |
| - Itten 23' - Seck 28' (l.n.) - Ugrinic 46' | Chi tiết |               |

Young Boys thắng với tổng tỷ số 3–0.
| Antwerp       | 1–0      | AEK Athens |
| ------------- | -------- | ---------- |
| - Janssen 16' | Chi tiết |            |

| AEK Athens   | 1–2      | Antwerp                       |
| ------------ | -------- | ----------------------------- |
| - Araujo 90' | Chi tiết | - Kerk 73' - Balikwisha 90+5' |

Antwerp thắng với tổng tỷ số 3–1.
| Raków Częstochowa | 0–1      | Copenhagen            |
| ----------------- | -------- | --------------------- |
|                   | Chi tiết | - Racovițan 9' (l.n.) |

| Copenhagen  | 1–1      | Raków Częstochowa |
| ----------- | -------- | ----------------- |
| - Vavro 35' | Chi tiết | - Zwoliński 87'   |

Copenhagen thắng với tổng tỷ số 2–1.
| Molde                       | 2–3      | Galatasaray                                 |
| --------------------------- | -------- | ------------------------------------------- |
| - Ellingsen 8' - Haugen 56' | Chi tiết | - Oliveira 25' - Icardi 29' - Midtsjø 90+3' |

| Galatasaray                          | 2–1      | Molde        |
| ------------------------------------ | -------- | ------------ |
| - Icardi 7' (ph.đ.) - Angeliño 90+3' | Chi tiết | - Hestad 66' |

Galatasaray thắng với tổng tỷ số 5–3.

### Nhóm các đội không vô địch
| Rangers                  | 2–2      | PSV Eindhoven               |
| ------------------------ | -------- | --------------------------- |
| - Sima 45' - Matondo 76' | Chi tiết | - Sangaré 61' - De Jong 80' |

| PSV Eindhoven                                                       | 5–1      | Rangers         |
| ------------------------------------------------------------------- | -------- | --------------- |
| - Saibari 35', 53' - De Jong 66' - Veerman 78' - Goldson 81' (l.n.) | Chi tiết | - Tavernier 64' |

PSV Eindhoven thắng với tổng tỷ số 7–3.
| Braga                  | 2–1      | Panathinaikos   |
| ---------------------- | -------- | --------------- |
| - Ruiz 51' - Djaló 73' | Chi tiết | - Mancini 90+5' |

| Panathinaikos | 0–1      | Braga       |
| ------------- | -------- | ----------- |
|               | Chi tiết | - Bruma 83' |

Braga thắng với tổng tỷ số 3–1.